# 寶貝基姆
小海基姆·賈馬爾·卡特（英語：Hykeem Jamaal Carter Jr.，2000年10月22日—），以其藝名寶貝基姆（Baby Keem）知名，是一位來自美國內華達州拉斯維加斯的饒舌歌手，唱片制作人。在2019年發行第二張迷你專輯《Die For My Bitch》催生的熱門單曲《Orange Soda》獲得重大認可。後來他與肯伊·威斯特合作的單曲《Praise God》入選Billboard Hot 100中的前20名，並於2022年4月獲得白金認證。

## 音樂作品
錄音室專輯
- 《The Melodic Blue》（2021年）

錄音室專輯
- 《The Sound of Bad Habit》（2018年）
- 《Die for My Bitch》（2019年）

迷你專輯
- 《Oct》（2017年）
- 《Midnight》（2018年）
- 《No Name》（2018年）
- 《Hearts & Darts》（2018年）

## 巡演

### 個人巡演
- The Melodic Blue Tour (2021-2022)

## 獲獎與提名

### 葛萊美獎
| 年份 | 獲提名      | 獎項         | 結果 | Ref.  |
| ---- | ----------- | ------------ | ---- | ----- |
| 2022 | 本人        | 最佳新人     | 提名 | [ 5 ] |
| 2022 | 東妲 (客串) | 年度專輯     | 提名 | [ 5 ] |
| 2022 | Family Ties | 最佳饒舌表演 | 獲獎 | [ 5 ] |
| 2022 | Family Ties | 最佳饒舌歌曲 | 提名 | [ 5 ] |

### 告示牌音樂獎
| 年份 | 獲提名     | 獎項           | 結果 | Ref.  |
| ---- | ---------- | -------------- | ---- | ----- |
| 2022 | Praise God | 年度福音歌曲   | 待定 | [ 6 ] |
| 2022 | Praise God | 年度基督教歌曲 | 待定 | [ 6 ] |